# トークサバイバー!
『トークサバイバー！〜トークが面白いと生き残れるドラマ〜』（英題：Last One Standing）は、Netflixにて配信されているドラマバラエティ番組。制作元はNetflix。企画演出・プロデューサーは佐久間宣行。
『NEO決戦バラエティ キングちゃん』（テレビ東京）の人気企画だった「ドラマチックハートブレイク王」がベースとなっており、ドラマ進行中にキャストからお題を振られた芸人がアドリブでエピソードトークを披露する。
2024年9月時点で全3シーズンが配信されている。シーズン1が2022年3月8日から配信開始。シーズン2が2023年10月10日から配信開始。2024年8月、ラスト・オブ・ラフ（シーズン3）が2024年9月3日より配信されている。

## 概要
ドラマと並行してトーク（稀に大喜利）のお題が出題される。挑戦者たちはお題に沿ったトーク（もしくは大喜利の回答）を披露する。時間内であれば同じ人物が別のトークを披露しても良い。1話ごとに計3つのお題が出題される。
全てのお題が終了した時点でドラマはJUDGEMENT TIMEに入る。トークが面白くないと判断された挑戦者は「事件の共犯者」「持病の持ち主」「凶暴化した人間によるテロの犠牲者」などと言った後付けの設定を加えられ、『降板（脱落）』となる。さらに、降板となった挑戦者はドラマ内で前述などの理由により、半ば強引に殺害される。降板人数は各話ごとにあらかじめ決められているが、回によって大幅に異なる（少なくとも1人、最大で6人）。降板者の選定基準は一切不明だが、エンディングでノブが挑戦者に降板となった理由を述べることもある。
第8話（最終話）で最も面白いと判断された1人が「トークサバイバー」の称号を得ることができる。

## 出演者
メインMC兼出演者
- 千鳥 - ノブ（見届人）、大悟（主演・挑戦者）

立会人
- 滝沢カレン（1-3）
- 佐藤栞里（1・2）
- トリンドル玲奈（1）
- 秋元真夏（3）

### ドラマキャスト
シーズン1
- 斉木 - 間宮祥太朗
- ミサト - 髙橋ひかる
- 須藤 - 東出昌大
- 久保田 - 岡田浩暉
- 桜井 - 森永悠希
- 学生 - 吉村界人
- 学生 - ナダル（コロコロチキチキペッパーズ）
- マユミ - 栗林藍希
- 生活指導教師・岩田 - 後藤剛範
- 教師 - 原幹恵
- 教師 - 酒井善史
- 桜井の上司 - 森下能幸
- 姐さん - 近藤春菜（ハリセンボン）
- 婦人警官 - 中村静香

シーズン2
- 城田優
- 本郷奏多
- 大友花恋
- 朝比奈彩
- 髙嶋政宏
- 近藤芳正
- ニシダ（ラランド）
- 中山エミリ
- 高橋由美子
- 向井慧（パンサー）
- アンミカ
- 木本武宏（TKO）
- 大久保佳代子
- 小籔千豊
- 岡部たかし

シーズン3
- 片寄涼太（GENERATIONS）
- 森川葵
- 堀田茜
- 清水尋也
- 鈴木杏樹
- 寺脇康文
- 竹中直人
- 手越祐也
- 渡部建（アンジャッシュ）
- 藤本敏史（FUJIWARA）

ほか

## 配信リスト

### シーズン1
| 話数  | タイトル English title                          | ドラマパート出演者（初登場回）             | トークサバイバー挑戦者（初登場回）                                                                                                  | 各話の生存者の人数    | 立会人ゲスト   |
| ----- | ----------------------------------------------- | ------------------------------------------ | --- | --------------------- | -------------- |
| 第1話 | 何度目かの出会い So We Meet Again               | 間宮祥太郎 髙橋ひかる 後藤剛範 原幹恵      | 大悟（千鳥） 劇団ひとり 飯尾和樹（ずん） 峯岸みなみ 塚地武雅（ドランクドラゴン） 板倉俊之（インパルス） 田中卓志（アンガールズ）    | 6人→5人（大悟を除く） | 滝沢カレン     |
| 第2話 | まだ見ぬ未来 An Unforeseen Future               | 酒井善史                                   | | 5人→4人（大悟を除く） | 滝沢カレン     |
| 第3話 | 僕たちはやり直せる We Can Make it Right         | ナダル（コロコロチキチキペッパーズ）       | | 4人→2人（大悟を除く） | 滝沢カレン     |
| 第4話 | リスタート Restart                              | 東出昌大 岡田浩暉 中村静香 森永悠希        | ケンドーコバヤシ 岩井勇気（ハライチ） 向井慧（パンサー） 森田哲矢（さらば青春の光） 吉村崇（平成ノブシコブシ） 狩野英孝             | 6人→5人（大悟を除く） | 佐藤栞里       |
| 第5話 | 若き日は戻らない Youthful Days are Gone Forever |                                            | ヒコロヒー 渡辺隆（錦鯉） とにかく明るい安村 小宮浩信（三四郎） イワクラ（蛙亭） アンミカ 伊藤俊介（オズワルド） サーヤ（ラランド） | 8人→2人               | 佐藤栞里       |
| 第6話 | 迷宮からの脱出 Escape from a Labyrinth          |                                            | 春日俊彰（オードリー） | 8人→6人（大悟を除く） | トリンドル玲奈 |
| 第7話 | 繰り返される過ち Repeat Mistakes                | 春海四方 森下能幸 近藤春菜（ハリセンボン） | | 6人→2人（大悟を除く） | トリンドル玲奈 |
| 第8話 | 終わりと始まり The End, and the Beginning       |                                            | | 5人→1人               | 滝沢カレン     |

### シーズン2
| 話数  | タイトル English title             | ドラマパート出演者（初登場回）                 | トークサバイバー挑戦者（初登場回） | 各話の生存者の人数    | 立会人ゲスト |
| ----- | ---------------------------------- | ---------------------------------------------- | --- | --------------------- | ------------ |
| 第1話 | 光と闇 Light and Darkness          | 城田優 大友花恋 ニシダ（ラランド） 近藤芳正    | 大悟（千鳥） 西田幸治（笑い飯） 平子祐希（アルコ＆ピース） 板倉俊之（インパルス） 黒沢かずこ（森三中） 橋本直（銀シャリ） じろう（シソンヌ） 渋谷凪咲（NMB48） | 7人→6人（大悟を除く） | 佐藤栞里     |
| 第2話 | 生と死 Life and Death              | 中山エミリ                                     | | 6人→5人（大悟を除く） | 佐藤栞里     |
| 第3話 | 罪と罰 Crime and Punishment        | 高橋由美子 向井慧（パンサー）                  | | 5人→3人（大悟を除く） | 佐藤栞里     |
| 第4話 | 再会と再開 Reunion and Restart     | 本郷奏多 朝比奈彩                              | 川島明（麒麟） 福田麻貴（3時のヒロイン） 中岡創一（ロッチ） 鈴木もぐら（空気階段） ヒコロヒー 井口浩之（ウエストランド） ユースケ（ダイアン）                  | 7人→6人（大悟を除く） | 滝沢カレン   |
| 第5話 | 転落と飛躍 Falling and Flying      |                                                | 酒井貴士（ザ・マミィ） 山添寛（相席スタート） 村重杏奈 吉住 国崎和也（ランジャタイ） みなみかわ 渡部建（アンジャッシュ） 栗谷（カカロニ）                      | 8人→2人               | 滝沢カレン   |
| 第6話 | 現実と真実 Reality and Truth       | アンミカ 木本武宏（TKO） 高嶋政宏 大久保佳代子 | | 8人→7人（大悟を除く） | 滝沢カレン   |
| 第7話 | 大悟と大悟 Daigo and Daigo         | 小籔千豊                                       | | 7人→3人（大悟を除く） | 滝沢カレン   |
| 第8話 | 逆転と逆転 Reversals and Comebacks | 岡部たかし                                     | | 6人→1人（大悟を除く） | 滝沢カレン   |

### シーズン3
| 話数  | タイトル English title     | ドラマパート出演者（初登場回）                          | トークサバイバー挑戦者（初登場回） | 各話の生存者の人数    | 立会人ゲスト |
| ----- | -------------------------- | ------------------------------------------------------- | --- | --------------------- | ------------ |
| 第1話 | 俺らの時代                 | 寺脇康文 片寄涼太 金田明夫                              | 大悟（千鳥） 小木博明（おぎやはぎ） 矢作兼（おぎやはぎ） 澤部佑（ハライチ） 野呂佳代 盛山晋太郎（見取り図） 津田篤宏（ダイアン） 山内健司（かまいたち）              | 7人→6人（大悟を除く） | 滝沢カレン   |
| 第2話 | 始まりの時                 | 堀田茜 つまみ枝豆 前野朋哉 真栄田賢（スリムクラブ）     | | 6人→5人（大悟を除く） | 滝沢カレン   |
| 第3話 | ワンス・アポン・ア・タイム |                                                         | | 5人→3人（大悟を除く） | 滝沢カレン   |
| 第4話 | タイム・ゴーズ・バイ       | 森川葵 清水尋也                                         | 屋敷裕政（ニューヨーク） 嶋佐和也（ニューヨーク） 野田クリスタル（マヂカルラブリー） 斉藤慎二（ジャングルポケット） 狩野英孝 芝大輔（モグライダー） あんり（ぼる塾） | 7人→6人（大悟を除く） | 秋元真夏     |
| 第5話 | 失われた時間               | 鈴木杏樹                                                | 新山（さや香） 井上咲楽 荒川（エルフ） 永野 楢原真樹（ヤーレンズ） すがちゃん最高No.1（ぱーてぃーちゃん） チャンス大城 ぐんぴぃ（春とヒコーキ）                      | 8人→2人               | 滝沢カレン   |
| 第6話 | 時計の針は戻らない         | 渡部建（アンジャッシュ） 手越祐也 劇団ひとり            | | 8人→7人（大悟を除く） | 秋元真夏     |
| 第7話 | ワン・モア・タイム         | 後藤剛範 西田幸治（笑い飯） 向井慧（パンサー） 竹中直人 | 劇団ひとり 藤本敏史（FUJIWARA） | 8人→5人（大悟を除く） | 滝沢カレン   |
| 第8話 | トークサバイバー！         |                                                         | | 7人→1人（大悟を除く） | 滝沢カレン   |

## スタッフ
- 企画演出・プロデューサー：佐久間宣行
- 監督：河合勇人
- 脚本：土屋亮一
- エグゼクティブ・プロデューサー：高橋信一（Netflix）
- プロデューサー：碓氷容子、堀尾星矢
- 主題歌：サンボマスター（Getting Better / Victor Entertainment）
  - シーズン1「花束」
  - シーズン2「笑っておくれ」
  - ラスト・オブ・ラフ「稲妻」
- 制作プロダクション：佐久間宣行事務所
- 制作協力：UNITED PRODUCTIONS、吉本興業
- 製作：Netflix